# Corrado Serato
Corrado Serato (San Bonifacio, 2 agosto 1951) è un ex calciatore italiano, di ruolo attaccante.

## Carriera
Cresciuto nello Schio, successivamente passa all'Audace San Michele. Nel 1972 si trasferisce al Venezia, con la cui maglia gioca il suo primo campionato in Serie C.
Durante l'estate 1973 viene ceduto al Pescara, e nella sua seconda stagione in Abruzzo esordisce in Serie B.
Nel 1975-1976 è alla Reggiana, dove resta fino al novembre del 1977, quando passa al Taranto.
In carriera ha totalizzato 67 presenze con 16 reti in Serie B.

## Palmarès

### Club

#### Competizioni nazionali
- Serie C: 1

Pescara: 1973-1974